# Y Mountain
Der Y Mountain ist ein 2613 m hoher Berg östlich der Brigham Young University in Provo, Utah, USA. Ein Wanderweg im Slide Canyon führt zum Fuß des Berges. Der Berg wurde 1906 von Studenten mit einem aus der Ferne sichtbaren „Y“ markiert. 2005 ertranken zwei Männer und zwei Frauen bei der Befahrung einer Höhle.